# 大久保運
大久保 運（おおくぼ はこぶ、1959年7月2日 - ）は、日本の俳優。身長180cm。体重90kg。血液型はO型。カンコンキンシアターの元メンバー。現在、株式会社NOS所属。

## 人物
東京都出身。1980年に勝新太郎主催の「勝アカデミー」に二期生として、演技を学ぶ。一期生の小堺一機とは、その頃からの友人である。1981年、刑事ドラマ『警視-K』で刑事役レギュラーでデビューする。1982年に岸田森の勧めもあり、演劇集団 円に入所。一期上に渡辺謙がいた。入所と同時に岸田今日子の付き人として数年間を過ごす。しかし新劇が合わず、23歳の時に独り立ちして、知り合いに仕事をもらいながら俳優活動を始める。1987年、友人の関根勤と劇団「カンコンキンシアター」を立ち上げ、第2回公演まで参加する。
その後、人生勉強のため渡米。31歳で帰国後、俳優活動を再開。いろいろな監督と仕事を重ね、1999年に映画監督の大林宣彦と出会う。5本の大林作品に参加をし、本人曰く「大林監督と関根勤は人生の恩人」と語る。2008年、文化庁新進芸術家海外研修制度にて、アメリカで研修をする。その後もテレビ・映画等、活躍の場を拡げ、現在に至る。

## 出演

### 映画
- マルタイの女（1997年）- 刑事
- ゴジラシリーズ
  - ゴジラ2000 ミレニアム（1999年）- 本田[1]
  - ゴジラ・モスラ・キングギドラ 大怪獣総攻撃（2001年）- 防衛軍隊長[1]
  - ゴジラ FINAL WARS（2004年） - 地球防衛軍隊員[1]
- サヨナラ・サヨナラ・サヨナラ 淀川長治物語（2000年）- 岸本映写技師
- MONDAY（2000年）- 特殊部隊隊員
- クロスファイア（2000年）
- きみのジャージはどこ（2001年）- 教師
- 親分はイエス様（2001年）- 刑事
- Dolls（2002年）- 工事現場・主任
- 新・刑事まつり 一発大逆転「窯岡刑事」（2003年）- 住人
- カクト（2003年）- 刑事
- 幸福の鐘（2003年）- ヤクザ
- 赤い月（2004年）- 最後の復員兵
- 東京原発（2004年）- SP
- 理由（2004年）- 葛西一之
- 着信アリ2（2005年）- 王健峰
- 力道山（2006年）- 相撲協会・理事
- 愛の流刑地（2006年）- 刑務官
- ぐるりのこと。（2006年）- 刑務官
- その日のまえに（2008年）- 相模ベーカリー店主
- この空の花 長岡花火物語（2012年）- 4代目花火師・野瀬安夫
- 図書館戦争（2013年）
- 野のなななのか（2014年）- 井上弘樹
- 騙し絵の牙（2020年）- 吉田第八監督
- 僕と彼女とラリーと（2021年）- 逸見

### テレビドラマ
- 警視-K（1980年）
- 学校の怪談f（1997年）
- 生保レディ刑事（1998年）
- タブロイド（1998年）
- アフリカの夜（1999年）
- 危険な関係（1999年）
- 淀川長治物語 神戸篇サイナラ（TV版）（1999年）
- 怖い日曜日〜2000〜（2000年）
- 新・女弁護士 朝吹里矢子7（2000年）
- ナースのお仕事 パート3（2000年）
- 万引きGメン・二階堂雪5（2000年）
- スーパー戦隊シリーズ
  - 未来戦隊タイムレンジャー（2000年） - 破壊工作員メイデン人間体
  - 特捜戦隊デカレンジャー（2004年） - 警官
  - 王様戦隊キングオージャー（2023年） - シュゴッダム国民[2]
- お前の諭吉が泣いている（2001年）
- カバチタレ!（2001年）
- 壁ぎわ税務官（2001年）
- スタアの恋（2001年）
- 仮面ライダーシリーズ
  - 仮面ライダーアギト（2001年） - 第一発見者
  - 仮面ライダーカブト（2006年）
  - 仮面ライダー電王（2007年） - 作業服の男
- はぐれ刑事純情派
  - 第14シリーズ（2001年）
  - 第16シリーズ（2003年）
- HERO（2001年）
- 天才柳沢教授の生活（2002年）
- TRICK2 第6話（2002年2月15日、テレビ朝日） - 鑑識官 役
- ホーム&アウェイ（2002年）
- こちら本池上署2（2003年）
- 美女か野獣（2003年）
- 夢みる葡萄 〜本を読む女〜（2003年）
- 異議あり!女弁護士大岡法江（2004年）
- スカイハイ2（2004年）
- プライド（2004年）
- マザー&ラヴァー（2004年）
- 理由（2004年） - 葛西一之
- 特命係長 只野仁 2ndシーズン（2005年）
- ホーリーランド（2005年）
- 義経（2005年）
- 結婚できない男（2006年）
- Dr.コトー診療所2006（2006年）
- キューティーハニー THE LIVE（2007年）
- 日向夢子調停委員事件簿5（2008年）
- 崖っぷちのエリー〜この世でいちばん大事な「カネ」の話〜（2010年）
- 逃亡弁護士（2010年）
- BLOODY MONDAY Season2（2010年）
- 水戸黄門 第42部（2010年） - 源十郎
- 龍馬伝（2010年）
- 遺留捜査 - 大窪鑑識課員（2011年）
- 医療捜査官 財前一二三2（2011年）
- 新・警視庁捜査一課9係 season3（2011年） - 高浜刑事
- 僕とスターの99日（2011年）
- ヤメ検の女2（2011年）
- 13歳のハローワーク（2012年）
- 罪と罰 A Falsified Romance（2012年）
- 天の方舟（2012年）
- おトメさん（2013年）
- ダブルス〜二人の刑事（2013年）
- デパート仕掛け人!天王寺珠美の殺人推理6（2013年）
- 都市伝説の女 Part2（2013年） - 地元の刑事
- 税務調査官・窓際太郎の事件簿26（2014年） - 中田英康
- 無痛〜診える眼〜（2015年）
- お迎えです。（2016年）
- ニーチェ先生（2016年）
- イチケイのカラス 第2話（2020年）
- プレミアムドラマ 舟を編む 〜私、辞書つくります〜 第1話 （2024年2月18日、NHK BS/NHK BSプレミアム4K） - 警備員 役

### バラエティ
- モーニング娘。の愛物語

### Vシネマ
- 熟女V かまいたち39歳（1997年）
- ざけんなよ!（1998年）
- 禁断の果実2 近親相姦の誘い（1998年）
- ラブドール リストラOLレンタル中!（1998年）
- ナニワ痴女金融（1999年）
- アクセル ブチギレ女の暴走クラッシュ!!（2000年）
- 人妻処刑人 殺しとSEXと逃避行（2002年）

### CM
- アサヒ飲料・ドデカミン
- ツムラ・モウガ